# 灵圣寺
灵圣寺坐落在湖南省长沙市浏阳市洞阳镇，是一座汉传佛教禅宗寺院。它毗邻蓝思科技。

## 沿革
灵圣寺始建于693年（武周长寿二年）。现存建筑是2008年重建。
文化大革命时期，红卫兵把灵圣寺夷为平地。1984年，当地政府重建寺院，成一个小规模的庙宇。2008年8月，灵圣寺大规模重建开始，2013年重建完成。

## 伽蓝

### 天王殿
天王殿主要供奉弥勒佛、韦驮菩萨和四大天王（东方持国天王、西方增长天王、南方广目天王、北方多闻天王）。

### 大雄宝殿
大雄宝殿主要供奉药师佛、释迦摩尼和阿弥陀佛，背面供奉龙女、观世音菩萨和善财童子。

### 药王殿
药王殿主要供奉华佗、孙思邈和张仲景。

## 画廊
- 天王殿。
- 灵圣寺大雄宝殿的药师佛（左）、如来佛（中）、阿弥陀佛（右）。
- 灵圣寺药王殿的华佗（左）、孙思邈（中）、张仲景（右）。
- 灵圣寺大雄宝殿的观世音菩萨、龙女和善财童子。
- 灵圣寺的照壁。